# Jugatsu
Pour plus de détails, voir Fiche technique et Distribution.
Jugatsu (３－４Ｘ１０月, San tai yon ekkusu jūgatsu) est un film japonais réalisé par Takeshi Kitano, sorti le 15 septembre 1990.

## Synopsis
Masaki est un jeune homme introverti qui joue au baseball dans une mauvaise équipe, les Eagles, et qui travaille dans une station-service. Un jour, il doit nettoyer la voiture d'un yakuza, membre du clan Otomo. Mais injurié par ce dernier, Masaki lui décoche un coup de poing. Ce geste déclenche la vendetta du clan, et les yakuzas d'Otomo reviennent quelques jours plus tard pour racketter le patron de la station-service. Inquiet, Masaki se confie à son ami barman, Takashi Iguchi, qui fit partie du gang d'Otomo il y a quelques années. Toutes les tentatives de conciliation échouant et la violence augmentant, Masaki décide d'aller sur l'ile d'Okinawa chercher une arme à feu, pour attaquer les Otomo. Il y rencontrera un autre yakuza, Uehara, aussi en conflit avec son clan, qui va l'aider à se procurer l'arme.

## Fiche technique
- Titre : Jugatsu
- Titre original : San tai yon ekkusu jūgatsu (３－４Ｘ１０月)
- Titre anglais : Boiling Point
- Réalisation : Takeshi Kitano
- Scénario : Takeshi Kitano
- Photographie : Katsumi Yanagishima (en)
- Montage : Toshio Taniguchi
- Production : Hisao Nabeshima et Kazuyoshi Okuyama
- Pays d'origine :  Japon
- Langue originale : japonais
- Format : couleur — 35 mm — 1,85:1 — stéréo
- Genre : Action, comédie dramatique et thriller
- Durée : 96 minutes
- Dates de sortie :
  - Japon : 15 septembre 1990
  - France : 14 avril 1999
- Classification :
  - France : interdit aux moins de 12 ans

## Distribution
- Takeshi Kitano : Uehara
- Gadarukanaru Taka : Takashi Iguchi
- Hiroshi Suzuki : Takuya
- Iizuka Minoru : Kazuo
- Yûrei Yanagi : Masaki
- Yuriko Ishida : Sayaka
- Eri Fuse : Miki
- Makoto Ashikawa : Akira
- Edamame Tsumami : Saburou
- Bannai Matsuo : Naoya
- Rakkyo Ide : Hajime
- Meijin Serizawa : Makoto
- Kengakusha Akiyama : le patron de la station service
- Naoko Shinohara : Sumiyo
- Etsushi Toyokawa : Okinawa-Rengou Kumichou
- Kenji Shiiya : le tueur à gages
- Hisashi Igawa : Otomo, le chef du gang
- Jennifer Baer : la femme sur la plage

## Box-office
- Japon : 230 000 000 ¥[1]
- France : 41 542 entrées[2]

## Autour du film
- Le film est dépourvu de toute note de musique (à l'exception d'une scène de karaoké). La collaboration entre le cinéaste et le compositeur Joe Hisaishi ne débutant que sur le film suivant, A Scene at the Sea (1991).

## Récompenses
- Nomination au prix du meilleur montage, lors des Awards of the Japanese Academy 1991.